# Porte de Vanves
De Porte de Vanves is een toegangspunt (Porte) tot de stad Parijs, en is gelegen in het zuidelijke 14e arrondissement aan de Boulevard Périphérique.
Bij de Porte de Vanves is het gelijknamige metrostation Porte de Vanves aanwezig, die onderdeel is van de Parijse metrolijn 13.